# Polski Uniwersytet Ludowy w Brześciu
Polski Uniwersytet Ludowy w Brześciu – niepaństwowa instytucja edukacyjna działająca na początku lat 90. XX wieku w Brześciu, która stawiała sobie za cel organizowanie życia intelektualnego mniejszości polskiej na Białorusi, pomoc w procesie odradzania jej tożsamości narodowej, a także popularyzowanie problematyki z zakresu historii, literatury i kultury polskiej; prowadziła swoją działalność przede wszystkim w formie comiesięcznych sesji, na których wykładali naukowcy z Polski we współpracy z uczonymi z Białorusi, Litwy i Ukrainy; pierwszy w czterech polskich uniwersytetów ludowych na Białorusi.

## Okoliczności powstania
W drugiej połowie lat 80. XX wieku w ZSRR doszło do zmian politycznych i gospodarczych określanych mianem pieriestrojki. W ich wyniku nastąpiła m.in. liberalizacja w zakresie oświaty mniejszości narodowych. W Białoruskiej SRR, zamieszkanej przez znaczącą polską mniejszość narodową, pojawiać się zaczęły inicjatywy i instytucje mające na celu odbudowę i rozwój polskiej oraz polskojęzycznej oświaty. Proces ten kontynuowany był po ogłoszeniu niepodległości przez Białoruś. Na początku lat 90. jednym z podejmowanych w tej dziedzinie przedsięwzięć były tzw. polskie uniwersytety ludowe. Miały one za zadanie, dopełniając państwowy system oświaty, zapewnić dorosłym i młodzieży w wieku pozaszkolnym możliwość zdobywania wiedzy na temat historii, literatury i kultury polskiej, a także uzupełnienie wykształcenia ogólnego. Ich celem było także podtrzymanie świadomości narodowej Polaków zamieszkujących Białoruś. Placówki tego rodzaju zostały utworzone w Baranowiczach, Brześciu i Mińsku. Nie wydawały oficjalnie uznawanych dyplomów ukończenia.

## Historia
Polski Uniwersytet Ludowy w Brześciu został utworzony 15 grudnia 1990 roku przez przedstawicieli Stowarzyszenia Kulturalno-Oświatowego Polaków im. Romualda Traugutta miasta Brześcia i obwodu brzeskiego (SKOP), a także Fundacji Pomocy Szkołom Polskim na Wschodzie im. Tadeusza Goniewicza w Lublinie (FPSPW). Była to pierwsza tego typu placówka kulturalno-oświatowa. Na jej inaugurację, którą zainicjował prezes SKOP doc dr Michał Dobrynin, przybyli i zabrali głos m.in.: ks. prałat Kazimierz Świątek – wikariusz generalny diecezji pińskiej kościoła katolickiego, Józef Adamski – prezes FPSPW, mgr Krystyna Chruszczewska z Lublina i Mikołaj Prokopowicz, poeta z Brześcia. Pracownik naukowy Katolickiego Uniwersytetu Lubelskiego (KUL), prof. dr hab. Zygmunt Sułowski, wygłosił wykład inauguracyjny na temat „Skąd nasz ród”.
We współorganizacji uczelni i finansowaniu jej wykładowców brała udział FPSPW, jednak w późniejszym czasie odstąpiła ona od dotacji na jej rzecz. Wsparcia udzielały także parafie katolickie Brześcia. Pierwszy rok akademicki 1990/1991 zakończył się w dniach 18–19 maja 1991 roku. Zajęcia odbywały się także w latach 1991–1993. W tym czasie na sesje uczęszczało ok. 200 osób. Prawdopodobnie w połowie lat 90. uczelnia zawiesiła działalność.

## Wykładowcy i współpracownicy
Pierwszym rektorem Uniwersytetu został doc. dr Wiktor Pleskacz, prorektorem ds. programowych – dr Jan Skarbek z KUL. Stanowisko prorektora objęła także dr Tamara Kabot z Brześcia. Już we wrześniu 1991 roku funkcję rektora pełnił Henryk Stybaniewicz. W skład władz uczelni wchodzili także: doc. dr Michał Dobrynin – prezes SKOP, doc. dr Włodzimierz Milaszkiewicz z Brześcia, Józef Adamski i inni. Początkowo w realizacji programu brała udział tylko kadra naukowa z KUL, później także z innych uczelni i instytucji kultury Lublina. Zajęcia prowadzili również pracownicy ośrodków akademickich Poznania, Warszawy, Siedlec oraz naukowcy z Białorusi, Ukrainy i Litwy. Zdaniem Agnieszki Grędzik-Radziak zaangażowanie w przedsięwzięcie pracowników naukowych różnych uczelni gwarantowało wysoki poziom wykładów.

## Organizacja i tematyka zajęć
Polski Uniwersytet Ludowy w Brześciu stawiał sobie za cel kształcenie mieszkańców ZSRR, a potem Białorusi deklarujących narodowość polską oraz pomoc organizacjom polskiej mniejszości w kultywowaniu i odradzaniu polskości wszędzie tam, gdzie było na to zapotrzebowanie lokalnych społeczności. Program nauczania obejmował wykłady z zakresu: historii, literatury, języka, kultury materialnej i duchowej, etyki, religii, ekonomii. Poza pracą oświatową uczelnia planowała także prowadzić badania naukowe obrazujące historię i współczesność Polaków w ZSRR oraz wydawać skrypty i prace naukowe.
Zajęcia i wykłady Uniwersytetu odbywały się w soboty i niedziele w połowie każdego miesiąca w sali konferencyjnej Brzeskiej Biblioteki Obwodowej im. Maksima Gorkiego przy Bulwarze Kosmonautów 48. Językiem wykładowym był zwykle język polski, chociaż języki białoruski i rosyjski miały status równorzędnych. Równolegle z wykładami uczelnia prowadziła dodatkowe zajęcia, koncerty i imprezy. Zorganizowała m.in. wycieczkę pod hasłem Śladami wielkich ludzi i kultury polskiej na wschodnich terenach I i II Rzeczypospolitej Polskiej. W dniach 27–29 września 1991 roku przeprowadziła międzynarodową sesję naukową poświęconą 165. rocznicy urodzin Romualda Traugutta. Wzięli w niej udział przede wszystkim naukowcy z Lublina, KUL i Uniwersytetu Marii Curie-Skłodowskiej, ale także przedstawiciele środowisk naukowych i badacze XIX wieku z innych części Polski, z Białorusi, Litwy i Ukrainy.

## Oceny
Agnieszka Grędzik-Radziak oceniła działalność uczelni bardzo pozytywnie. Jej zdaniem po długim okresie dyskryminacji ludności polskiej w BSRS i pozbawienia jej na kilkadziesiąt lat kontaktu z kulturą polską, działalność Polskiego Uniwersytetu Ludowego w Brześciu była niesłychanie cenną, przyjmowaną z entuzjazmem, inicjatywą, a także odpowiedzią na wielkie zapotrzebowanie społeczne ze strony środowiska polskiego.